# Dominik Alois von Weber
Johann Franz Dominik Aloys Eustach von Weber, ab 1787 Graf von Weber (* 29. Dezember 1744 in Schwyz; † 17. Februar 1827 in Hietzing), war ein Schweizer Politiker und Offizier.

## Leben
Weber war Sohn des Militärs Alois Werner von Weber und stammte aus der alten Schwyzer Landleutefamilie Weber. Er wurde Geheimrat beim Fürstbischof von Konstanz Franz Konrad von Rodt, dann 1768 Landeshauptmann in Wil und von 1772 bis 1788 Landesmajor sowie zugleich von 1772 bis 1774 und nochmal von 1788 bis 1790 eidgenössischer Landvogt im Thurgau. Dazwischen war er von 1784 bis 1788 Landessäckelmeister und ausserdem von 1785 bis 1792 Neunerrichter. 1787 wurde er mit seinem Vater von Papst Pius VI. in den päpstlichen Grafenstand erhoben.
Weber hatte in der Zeit des Ersten Koalitionskriegs eine Menge von Ämter inne. Er war von 1791 bis 1798 Kriegsrat, 1792 Kommandant der Schwyzer Abordnung zum Franzoseneinfall nach Basel, nach 1793 Pannerherr, 1794 Gesandter nach Basel und Zürich, 1795/1796 Statthalter sowie Oberst im Regiment Einsiedeln und 1796 Oberstleutnant im Regiment Schwyz. Schliesslich hatte er 1797/1798 als Letzter das Amt des Landammann des alten Landes inne.
Weber flüchtete in der Zeit, in der die Helvetische Republik entstand, ins Ausland, da er Repressionen fürchtete, während sein Schwager Franz Xaver von Weber neue Ämter übernahm. Dominik Alois von Weber erwarb einen Herrensitz in Feldkirch und zog 1805 letztlich nach Hietzing. Dort verstarb er trotz einer kaiserlichen Pension in ärmlichen Verhältnissen.